# 曉基夫
51°28′0″N 25°53′53″E / 51.46667°N 25.89806°E
曉基夫（烏克蘭語：Щоків），是烏克蘭西北部的村莊，隸屬里夫內州的瓦拉什區。該村始建於1939年，面積8.34平方公里，海拔高度156米，2001年人口256，人口密度每平方公里30.7人。